# Gianluca Frontino
Gianluca Frontino (sinh ngày 29 tháng 11 năm 1989) là một tiền vệ bóng đá người Thụy Sĩ hiện tại thi đấu cho FC Aarau.